# 圣尼各老主教座堂 (弗里堡)

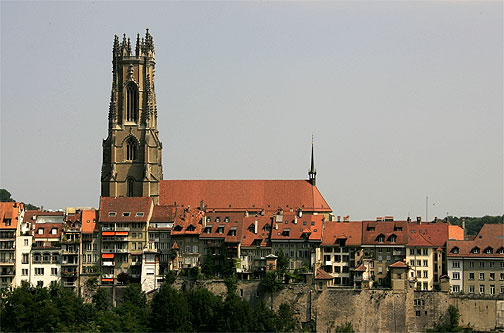

圣尼各老主教座堂是一座哥特式教堂，位于瑞士弗里堡中世纪城市的中心，高出Sarine河50米的山岩上。
教堂主体始建于1283年，完成于1430年。钟楼完成于1490年，高达76米，有11口钟。正门上方的玫瑰窗使用了花窗玻璃。
该堂原为堂区圣堂，1945年成为天主教洛桑、日内瓦和弗里堡教区的主教座堂。